# Cabinet Office (Vereinigtes Königreich)

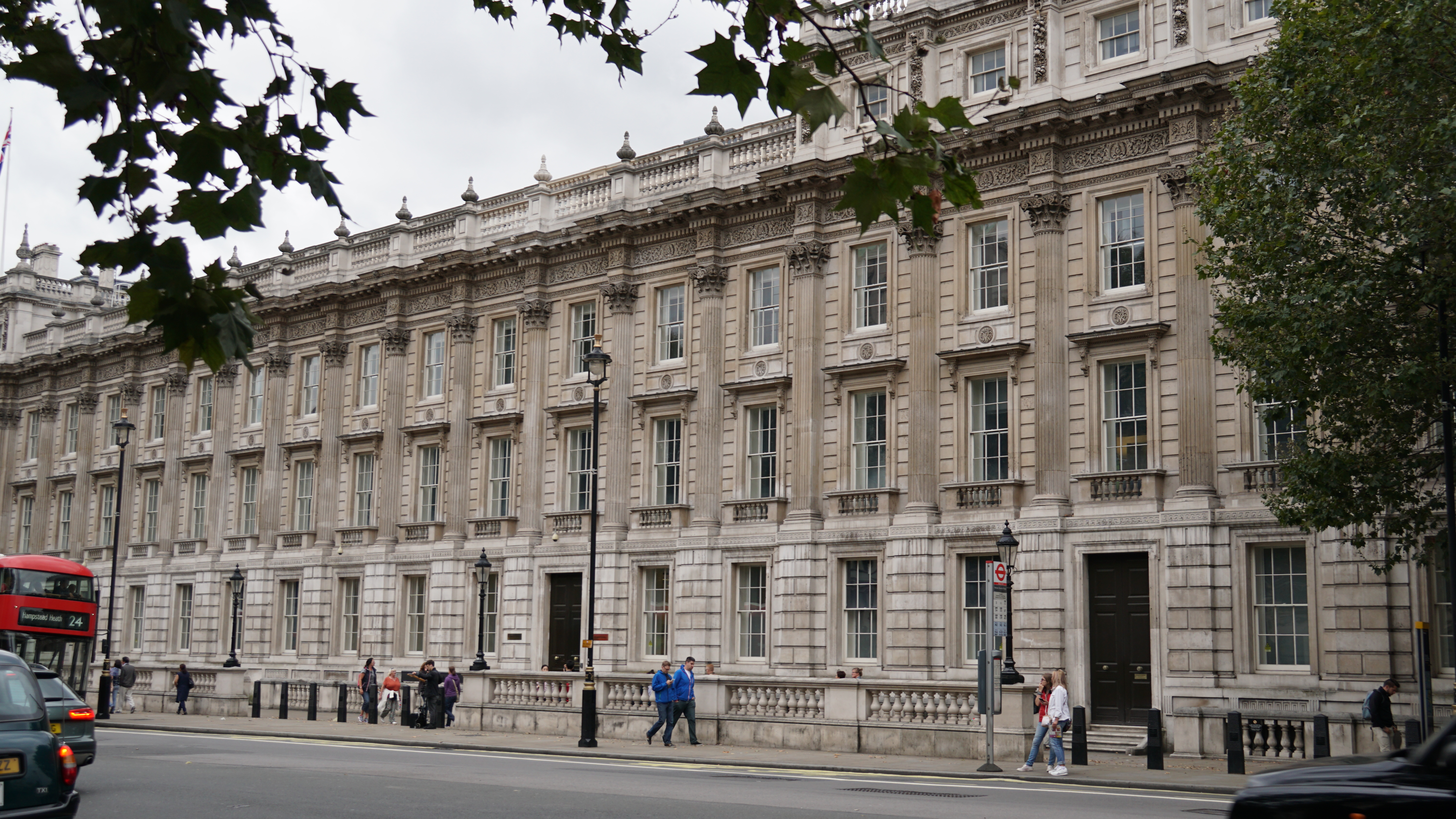
Offizieller Amtssitz des Cabinet Office in der Whitehall in London

Das Cabinet Office im Vereinigten Königreich ist eine zentrale Behörde der britischen Regierung, deren Aufgabe es ist, den Premierminister und das Kabinett mit seinen Ministern in der Regierungsarbeit zu unterstützen. Dabei stehen die Koordination der Regierungsarbeit, die effiziente Umsetzung der Regierungspolitik und die Koordinierung und gute Zusammenarbeit mit allen Behörden im Vordergrund.
Das Cabinet Office befindet sich in 70 Whitehall, unweit von Downing Street No. 10 (dem offiziellen Amtssitz des Premierministers) und beherbergt verschiedene Sekretariate und Komitees, die je nach Regierung und politischen Vorstellungen effizienter Regierungsarbeit jeweils in Zahl und Ausprägung variieren. So war beispielsweise das Cabinet Office während der zweiten Amtszeit von Tony Blair in drei Hauptsekretariate mit jeweils fünf bis sieben Untersekretariate unterteilt, beherbergte 28 Komitees und beschäftigte rund 2000 Mitarbeiter.
Das Cabinet Office ist ausschließlich dem Premierminister, seinem Stellvertreter und den Ministern verpflichtet, die den Vorsitz eines der im Cabinet Office angesiedelten Komitees haben. Es gibt u. a. das Cabinet Manual heraus, einen Leitfaden zu Gesetzen, Konventionen und Regeln bezogen auf das Regierungshandeln.

## Secretariats
Seit der Regierung Cameron gibt es – Stand März 2012 – zwei leitende Sekretariate, das
- Sekretariat für Government Policy (Regierungspolitik), das dem Cabinet Secretary (Sekretär des Kabinetts) untersteht, und das
- Sekretariat für die Efficiency Reform Group (ERG) (Reformgruppe für Effizienz), das dem Permanent Secretary (Ständigen Sekretär) für das Cabinet Office untersteht.[5]

Unterhalb des Sekretariats für Government Policy sind folgende Sekretariate angesiedelt:
- Cabinet Office of Information – (Bereitstellung von Informationen)
- Prime Ministers Office – (Büro des Premierministers)
- Deputy Prime Minister's Office – (Büro des stellvertretenden Premierministers)
- Government in Parliament – (Die Regierung im Parlament)
- Joint Intelligence Organisation – (Gemeinsame Geheimdienstorganisation)
- National Security – (Nationale Sicherheit)
- Economic & Domestic Affairs – (Ökonomie und innerstaatliche Angelegenheiten)
- European and Global Issues – (Europäische und Globale Themen)
- National School of Government – (Nationale Schule)
- Honours and Appointments – (Ehrungen und Ernennungen)
- Private Office Group – (Private Büro-Gruppe)

Unterhalb des Sekretariats für Government Policy sind folgende Sekretariate angesiedelt:
- Government Digital Service – (Digitaldienst der Regierung)
- Cabinet Office Services – (Bürodienst)
- Human Resources – (Personalabteilung)
- Cabinet Office Communications – (Kommunikation)
- Core (Efficiency Reform Group) ERG – (Kernreformgruppe für Effizienz)
- Government Property Unit – (Regierungsbesitz)

## Cabinet Committees
Die Bildung der Cabinet Committees in Anzahl und Aufgabenzuordnung hängt, wie bei den Secretariats auch, vor allem von der Setzung politischer Schwerpunkte der jeweiligen Regierung ab und von deren Vorstellung, wie in welcher Form Entscheidungen von politisch Verantwortlichen herbeigeführt werden können. Die Committees, die unter Umständen auch aus aktuellen Anlässen Ad hoc gebildet werden können, dienen vor allem auch als Treffen zu Beratungen.
Das erste Ad hoc-Komitee seiner Art in einer britischen Regierung war im Übrigen das 1855 gebildete War Committee während der Belagerung von Sewastopol im Krimkrieg. Die öffentliche Kritik an der angeblich ineffizienten Kriegsführung der Regierung führte zur Bildung des Komitees.
Zu Beginn der Regierungszeit von David Cameron im Mai 2010 gab es 18 Komitees:
- Coalition Committee – (Koalitionskomitee)
- Coalition Operation and Strategic Planning Group – (Arbeitsweise der Koalition und Strategische Planung)
- National Security Council – (Rat für die Nationale Sicherheit)
- NSC (Threats, Hazards, Resilience and Contingencies) – (Bedrohungen, Katastrophen, Stabilität, Zufällige Ereignisse)
- Operational Meetings – (Operationale Zusammenkünfte)
- NSC (Nuclear Deterrence and Security) (restricted attendance) – (Nukleare Abschreckung und Sicherheit)
- National Security Council (Emerging Powers) – (Rat für die Nationale Sicherheit – Auftretende Macht)
- European Affairs Committee – (Europäische Angelegenheiten)
- Social Justice Committee – (Soziale Gerechtigkeit)
- Child Poverty sub-Committee – (Kinderarmut)
- Home Affairs Committee – (Innere Angelegenheiten)
- Public Health sub-Committee – (Öffentliche Gesundheit)
- Olympics sub-Committee – (Olympische Spiele)
- Economic Affairs Committee – (Ökonomische Angelegenheiten)
- Reducing Regulation sub-Committee – (Regulationsabbau)
- Banking Reform Committee – (Bankenreform)
- Parliamentary Business and Legislation Committee – (Angelegenheiten des Parlaments und der Gesetzgebung)
- Public Expenditure Committee – (Öffentliche Ausgaben)

## Geschichte
Das Cabinet Office wurde 1916 gegründet. Die Gründungsmaxime, den Premierminister und das Kabinett zu unterstützen und die Staatsdienste zu stärken, gelten noch heute.
Der Grund dafür, seinerzeit eine solche Behörde zu schaffen, lag in der Ineffizienz der bestehenden britischen Behörden, kurzfristig notwendige Informationen zu dringenden Entscheidungsfindungen zu liefern. Es war David Lloyd George, der nach dem Beginn des Ersten Weltkriegs und dem Eintritt Großbritanniens in die Kriegshandlungen 1915 zum Kriegsminister ernannt wurde und zuerst ein aus fünf Personen bestehendes Kriegskabinett bildete und danach ein Cabinet Secretariat schuf, als Zentrale Organisation gedacht und zur Protokollführung zu vorgenommenen Entscheidungen und Handlungen. Es war der Beginn des Cabinet Office. Erster Sekretär dieses neuen Sekretariats wurde im Dezember 1916, nachdem Lloyd George seinen Premierminister und Parteikollegen Herbert Henry Asquith aus dem Amt gedrängt hatte und selbst das Amt übernahm, Maurice Hankey, ein Staatsbediensteter mit militärischer Erfahrung. Nach dem Ende des Krieges blieb das Sekretariat bestehen, da es sich unter Hankeys Führung und Organisation als effizient erwiesen hatte.
Über die Jahre und je nach Regierung erfuhr das Cabinet Office ständige Veränderungen in Zuständigkeit, Organisationsstruktur und auch in der Zahl der Mitarbeiter. Im Jahr 1963 zog das Cabinet Office in das Old Treasury Building in Whitehall, in dem es sich noch heute befindet. Seit den 1980ern bekam das Office einen zunehmenden Einfluss und eine größer werdende Rolle in Bezug auf die Zurverfügungstellung effizienter Staatsdienste. Dabei wuchs die Behörde selbst und wurde teuer. Die höchste Anzahl an Mitarbeitern verzeichnete sie im Jahr 2004, als man fast 2200 Beschäftigte zählte. Danach strukturierte man um und reduzierte die Anzahl Mitarbeiter auf rund 1350 im März 2008 bei einem Budget von etwas weniger als 220 Millionen £.

## Leitung
Derzeit wird das Cabinet Office von folgenden Personen geleitet (Stand 01/2024):
| Amt | Bild                                 | Name                                       |
| --- | ------------------------------------ | ------------------------------------------ |
| Premierminister des Vereinigten Königreichs Erster Lord des Schatzamtes Minister für den öffentlichen Dienst Minister für die Union |                                      | Rishi Sunak                                |
| Vize-Premierminister des Vereinigten Königreichs Chancellor of the Duchy of Lancaster Minister im Cabinet Office                    | Official portrait of Stephen Barclay | Oliver Dowden                              |
| Paymaster General Staatsminister im Cabinet Office                                                                                  |                                      | John Glen                                  |
| Staatsministerin ohne Geschäftsbereich                                                                                              |                                      | Esther McVey                               |
| Staatsministerin im Cabinet Office                                                                                                  |                                      | Lucy Neville-Rolfe, Baroness Neville-Rolfe |
| Staatsminister für Veteranenangelegenheiten                                                                                         |                                      | Johnny Mercer                              |
| Leader of the House of Lords Lordsiegelbewahrerin                                                                                   |                                      | Nicholas True, Baron True                  |
| Leader of the House of Commons Lord President of the Council                                                                        |                                      | Penny Mordaunt                             |
| stellvertretender Leader of the House of Lords                                                                                      |                                      | Frederick Curzon, 7. Earl Howe             |
| Parlamentarischer Sekretär im Cabinet Office                                                                                        |                                      | Alex Burghart                              |
| Kabinettssekretär |                                      | Simon Case                                 |
| Permanent Secretary |                                      | Alex Chisholm                              |
| Nationaler Sicherheitsberater |                                      | Tim Barrow                                 |